# Rowangchhari
Rowangchhari è un sottodistretto (upazila) del Bangladesh situato nel distretto di Bandarban, divisione di Chittagong. Si estende su una superficie di 442,89 km² e conta una popolazione di  27.264 abitanti (censimento 2011).